# Panton Lawe
Panton Lawe is een bestuurslaag in het regentschap Simeulue van de provincie Atjeh, Indonesië. Panton Lawe telt 359 inwoners (volkstelling 2010).